# Tobias albovittatus
Tobias albovittatus là một loài nhện trong họ Thomisidae.
Loài này thuộc chi Tobias. Tobias albovittatus được Lodovico di Caporiacco miêu tả năm 1954.